# Justin Timberlake díjai
Ez a cikk az énekes, táncos és kiadótulajdonos Justin Timberlake díjait és jelöléseit listázza.

## American Music Awards (Amerikai Zenei Díj)
- 2003, Kedvenc Pop/Rock Album: Justified (Győztes)
- 2003, Kedvenc Pop/Rock Férfi Előadó (Jelölt)
- 2003, Rajongók Választottja Díj (Jelölt)
- 2007, Kedvenc Pop/Rock Férfi Előadó (Győztes)
- 2007, Kedvenc R&B/Soul Album FutureSex/LoveSounds  (Győztes)

## BET Awards
- 2003, Legjobb R&B Férfi Előadó (Jelölt)
- 2003, Legjobb Új Előadó (Jelölt)
- 2013. Legjobb R&B Férfi Előadó (Jelölt)

## BRIT Awards
- 2007, Legjobb Nemzetközi Férfi Előadó (Győztes)
- 2007, Legjobb Nemzetközi Album: Futuresex/ Lovesounds (Jelölt)
- 2004, Legjobb Nemzetközi Férfi Előadó (Győztes)
- 2004, Legjobb Nemzetközi Album: Justified (Győztes)
- 2004, Legjobb Pop Act (Jelölt)

## Emmy-díj
- 2007, Kitűnő eredeti zene és szöveg: Dick in a Box (Győztes)
- 2009, Kitűnő vendégszínész (Vígjáték Tévésorozat): Saturday Night Live (Győztes)
- 2011, Kitűnő vendégszínész (Vígjáték Tévésorozat): Saturday Night Live (Győztes)
- 2011, Kitűnő eredeti zene és szöveg: Justin Timberlake monológ (Győztes)

## Grammy Awards
Mint szóló előadó:
- 2008, Az Év Felvétele: "What Goes Around…/…Comes Around" (Jelölt)
- 2008, Legjobb Férfi Pop Vokál Előadás: "What Goes Around…/…Comes Around" (Győztes)
- 2008, Legjobb Dance Felvétel: "LoveStoned/I Think She Knows" (Győztes)
- 2008, Legjobb Pop Együttműködés Vokálokkal: "Give It to Me" (Timbaland, Nelly Furtado and Justin Timberlake) (Jelölt)
- 2008, Legjobb Rap Dal: "Ayo Technology" (50 Cent with Justin Timberlake and Timbaland) (Jelölt)
- 2007, Az Év Albuma: FutureSex/LoveSounds (Jelölt)
- 2007, Legjobb Pop Vokál Album: FutureSex/LoveSounds (Jelölt)
- 2007, Legjobb Dance Felvétel: "SexyBack" (Timbaland-del) (Győztes)
- 2007, Legjobb Rap/Sung Együttműködés: "My Love" (T.I.-jal) (Győztes)
- 2004, Az Év Albuma: Justified (Jelölt)
- 2004, Az Év Felvétele: Where Is The Love? (Black Eyed Peas-zel)(Jelölt)
- 2004, Legjobb Pop Vokál Album: Justified (Győztes)
- 2004, Legjobb Rap/Sung Együttműködés: "Where Is The Love?" (Black Eyed Peas-zel) (Jelölt)
- 2004, Legjobb Férfi Pop Vokál Előadás: "Cry Me A River" (Győztes)
- 2003, Legjobb Rap/Sung Együttműködés: "Like I Love You" (The Clipse-szel) (Jelölt)
- 2002, Legjobb Pop Együttműködés Vokálokkal: "My Kind Of Girl" (Brian McKnight & Justin Timberlake) Jelölt

Az ’N Sync-kel:
- 2003, Legjobb Pop Előadás Duo-tól vagy Együttestől Vokálokkal: "Girlfriend" (Jelölt)
- 2002, Legjobb Pop Előadás Duo-tól vagy Együttestől Vokálokkal: "Gone" (Jelölt)
- 2002, Legjobb Pop Vokál Album: "Celebrity" (Jelölt)
- 2001, Az Év Felvétele: "Bye Bye Bye" (Jelölt)
- 2001, Legjobb Pop Előadás Duo-tól vagy Együttestől Vokálokkal: "Bye Bye Bye" (Jelölt)
- 2001, Legjobb Pop Vokál Album: "No Strings Attached" (Jelölt)
- 2000, Legjobb Pop Együttműködés Vokálokkal: "Music Of My Heart" (Gloria Estefan-nal) (Jelölt)
- 2000, Legjobb Country Együttműködés Vokálokkal: "God Must Have Spent A Little More Time On You" (Alabama-val) (Jelölt)

## Soul Train Awards
- - 2003, Legjobb R&B/Soul Férfi Kislemez: "Like I Love You" feat. The Clipse (Jelölt)
  - 2003, Legjobb R&B/Soul Férfi Album: Justified (Jelölt)

## Vibe Music Awards
- - 2003, Az Év Albuma: Justified (Jelölt)